# Dolichandrone
Dolichandrone, biljni rod iz porodice katalpovki smješten u tribus paleotropske klade . Sastoji se od 11 vrsta drveća raširenog po tropskoj istočnoj Africi, tropska Azija od Indije do južne Kine i Indokine, Malezija od Malajskog poluotoka do Nove Gvineje, Solomonski otoci, sjeverna Australija, Nova Kaledonija (2). 

## Opis
Netrnoviti grmovi ili drveće. Lišće listopadno, nasuprotno, neparnoperasto. Cvatovi na vrhu metlice, mirisno se otvaraju noću. Čaška s jedne strane rascijepljena, na vrhu kljunasta. Vjenčić zvonast; cijev usko valjkasta, nadvisuje čašku. Prašnici 4. Disk prstenast, debeo. Jajnik 2-lokularan. Čahura linearnog obrisa, ravna ili zakrivljena, s 2 ventila, dehiscentna. Sjeme ravno, krilato.

## Vrste
1. Dolichandrone alba (Sim) Sprague
2. Dolichandrone alternifolia (R.Br.) Seem.
3. Dolichandrone arcuata (Wight) C.B.Clarke
4. Dolichandrone atrovirens (Roth) K.Schum.
5. Dolichandrone columnaris Santisuk
6. Dolichandrone falcata (Wall. ex DC.) Seem.
7. Dolichandrone filiformis (DC.) Fenzl ex F.Muell.
8. Dolichandrone heterophylla (R.Br.) F.Muell.
9. Dolichandrone occidentalis Jackes
10. Dolichandrone serrulata (Wall. ex DC.) Seem.
11. Dolichandrone spathacea (L.f.) K.Schum.